# 글로켄슈필

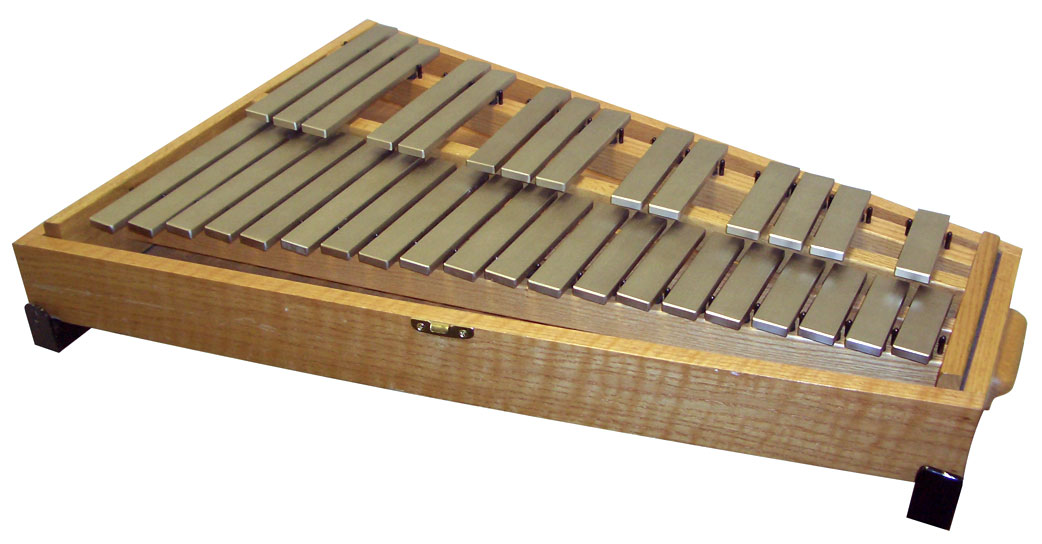
보통 글로켄슈필은 케이스에 장착되어 있다.

글로켄슈필(독일어: Glockenspiel) 또는 종금(鍾琴)은 금속제(오늘날에는 주로 강철제)의 반음계적으로 조율된 음판을 발음체로 하여 나무, 고무, 실꾸리 뭉치, 금속 등의 머리가 붙은 채로 두들겨 연주하는 타악기이다. '실로폰'이라고도 부르나, 잘못된 명칭이다(실로폰은 나무로 되어 있다).

## 특징과 종류
글로켄슈필은 보통 명확한 리듬을 가지는 단선율에 대하여 쓰이며 좌우 양손에 든 2개의 말렛으로 연주한다. 그러나 화음을 연주할 때는 2개씩 4개 또는 그 이상의 말렛을 쓸 때도 있다.
건반을 가진 것도 있고 그 종류는 다양하나 악기학에서는 메트로폰이라 총칭하고 있다. 오늘날 예술음악에 흔히 쓰고 있는 종금은 글로켄슈필이라고 하는 것으로서, 일반적으로는 사2음에서 다5음의 2옥타브 반 정도 되는 것이 쓰인다. 대형은 아래로 다음까지의 폭을 가진다. 한편 음높이는 실음보다 2옥타브가 낮게 기보한다. 가온음넓이(中音域)가 잘 울리고, 낮은음넓이(低音域)에서는 5도 위의 배음(倍音)이 세게 울린다. 높은 음역에서는 바탕음이 어떤 옥타브의 음인지 불명확하게 된다. 여운은 실로폰보다 길고, 후술되는 비브라폰 같은 단파가 없으므로 빠른 음형에서는 울림이 중복하여 독특한 효과를 갖는다.

### 비브라폰
글로켄슈필의 일종인 비브라폰은 제1차세계대전 후에 만들어진 반전기악기(半電氣樂器)의 하나이다. 마림바와 같이 음판 밑에 울림통을 비치하고 있다. 북채의 머리는 펠트 등 부드러운 재질의 것을 쓰며 여운은 울림통으로 연장된다. 울림통은 아래 끝이 막혔고 음판과 울림통 사이에 팬이라 하는 둥근판이 장치되어 있다. 연주자가 발로 페달을 밟으면 팬이 전기로 회전하여 유연한 울림이 있는 비브라토가 생기며 여운은 매우 길게 지속한다. 비브라폰이라는 명칭도 이 독특한 비브라토에서 온 말이다. 이 비브라토도 페달로 작동하는 단파로 지울 수 있다. 그 밖에 취주악이나 고적대가 쓰는 벨리라, 음판 대신 통을 쓰는 튜불러폰 등 글로켄슈필의 종류는 매우 많다.

## 역사
글로켄슈필의 역사는 매우 오래되었다. 유럽에선 종 종류와 관계가 깊으며 글로켄슈필이라는 명칭 또한 그 뜻은 '종의 연주'라는 말이다. 초기의 글로켄슈필은 카리용의 효과를 갖기 위하여 만들어졌고, 청동제이며 조율된 작은 종을 북채로 때려 연주하였다. 오늘날과 같이 음판이 쓰이게 된 것은 17세기 이후부터이다. 
근대 유럽의 예술음악에서 가장 빨리 사용된 글로켄슈필은 건반식인 것으로, 프랑스어로 글로켄스필(glockenspiele)이라고 할 때에는 건반식의 철금을 말한다. 19세기가 되면서 오케스트라에서 글로켄슈필은 사용하지 않게 되었다. 19세기 후반에 다시 등장하였을 때에는 건반식에 대신하여 북채를 사용하는 것이 쓰이게 되었다. 건반식은 음판을 간단한 액션의 작용으로 밑에서 해머로 치게 되어 있다. 오늘날 어린이가 쓰는 장난감 피아노가 음판 대신 강철제의 봉을 발음체로 한 건반식 철금의 일종이다. 학교에서 실로폰이라고 부르는 악기도 이것이다. 인도네시아의 전통 합주단인 가물란에서도 감빵이라고 불리는 철금을 쓴다.

## 같이 보기
- 실로폰
- 마림바